# Rock and Roll Over
Rock and Roll Over е пети студиен албум на американската рок група Kiss. Издаден е на 11 ноември 1976 г. от Casablanca Records.

## Обща информация
Албумът е записан в Star Theatre, Ню Йорк, а за да се получи правилното барабанно звучене, Питър Крис записва барабаните в баня, комуникирайки чрез видеовръзка с останалите от групата. Крис пее в „Baby Driver“ и „Hard Luck Woman“. Пол Стенли, който първоначално иска песента да бъде изпята от Род Стюарт, я дава на Крис, след като Джийн Симънс настоява Крис да я пее.
Въпреки че „Hard Luck Woman“ не постига успеха на „Beth“, тя става една от 20-те най-добри песни за Kiss. „Calling Dr. Love“ става част от основните концертни песни, които групата свири на почти всяко турне, след албума.

## Състав
- Пол Стенли – вокали, ритъм китара, акустична китара
- Ейс Фрели – китара
- Джийн Симънс – вокали, бас, ритъм китара в „Ladies Room“
- Питър Крис – барабани, вокали

## Песни
| 1.    | I Want You             | 3:04 |
| 2.    | Take Me                | 2:56 |
| 3.    | Calling Dr. Love       | 3:44 |
| 4.    | Ladies Room            | 3:27 |
| 5.    | Baby Driver            | 3:40 |
| 6.    | Love 'Em and Leave 'Em | 3:47 |
| 7.    | Mr. Speed              | 3:18 |
| 8.    | See You in Your Dreams | 2:34 |
| 9.    | Hard Luck Woman        | 3:34 |
| 10.   | Makin' Love            | 3:14 |
| 33:18 |                        |      |

## Позиции в класациите
| Класация (1976) | Най-добра позиция | Седмици в класацията |
| --------------- | ----------------- | -------------------- |
| Австралия       | 16                |                      |
| Канада RPM      | 7                 |                      |
| Германия        | 39                |                      |
| Япония          | 15                | 37                   |
| Швеция          | 9                 |                      |
| Billboard 200   | 11                | 47                   |